# Tierra de abundancia
Tierra de abundancia (en inglés: Land of plenty) es una película producida en Estados Unidos y Alemania dirigida por Wim Wenders en 2004, y protagonizada por Burt Young, Michelle Williams, Wendell Pierce, John Diehl y Richard Edson.

## Sinopsis
Paul (John Diehl) es un veterano de Vietnam excesivamente patriótico y obsesivo que tras los atentados terroristas de las Torres Gemelas, vive en un estado continuo de desconfianza. Sufre delirios y ante el temor a un nuevo ataque, se dedica a investigar por su cuenta a todos los árabes que considera sospechosos. Su comportamiento choca con el de su sobrina, Lana (Michelle Williams), una joven idealista y con creencias religiosas que ha vivido en Europa y África. A su regreso a Los Ángeles, se dedica a atender un comedor religioso para pobres en un suburbio. Busca y desea vivir en una tierra libre, abierta y generosa. Sólo se tienen el uno al otro, no hay más lazos familiares, por lo que se ven obligados a mantener una relación a pesar de sus puntos de vista tan diferentes. Una relación especial que se afianza cuando asisten casualmente a un incidente que tiene como protagonista a un vagabundo árabe. A través de los dos personajes principales se perciben los matices del dolor y la confusión de todo un pueblo.